# Shaurya
Shaurya (hindi:शौर्य;tłum.: Męstwo) – bollywoodzki dramat sądowy z 2008 roku, wyreżyserowany przez Samar Khana (Kuchh Meetha Ho Jaye). W rolach głównych Rahul Bose, Kay Kay Menon i Minissha Lamba. Zdjęcia do filmu kręcono w Manali, w indyjskim stanie Himachal Pradesh. Na tle konfliktu w Kaszmirze, w Śrinagarze adwokat (Rahul Bose) ustala okoliczności, które doprowadziły do tego, że muzułmański oficer zastrzelił swojego dowódcę. Sytuacja procesu pokazuje dramatyzm bratobójczej wojny domowej w Kaszmirze, zmiany, jakich wojna dokonuje w charakterach ludzi i przemoc wyzwalająca okrucieństwo wobec innych. Film ten przedstawia też przemianę głównego bohatera – przechodzi on od postawy beztroskiej bierności ku postawie świadomej walki o prawdę i sprawiedliwość społeczną.
Film oparty na sztuce Aarona Sorkina "A Few Good Men" i opartym o nią hollywoodzkim filmie (z Jackiem Nicholsonem i Tomem Cruise'em).

## Fabuła
Zaręczony właśnie major Akash Kapoor (Javed Jaffrey) zostaje wysłany z nowym zadaniem do Śrinagaru w ogarnięty wojną domową Kaszmir. Ma tam przyjąć funkcję oskarżyciela w procesie przeciwko muzułmańskiemu oficerowi. Javed Khan (Deepak Dobriya) zastrzelił swojego dowódcę. Przyjaciel Akasha, beztroski, szukający wolności w skokach z liną, major Siddhant Chudhary (Rahul Bose) nie chce się pogodzić z jego wyjazdem. Dotychczas od lat służyli razem. Na jego usilną prośbę Akashowi udaje się załatwić ich wspólny wyjazd. Siddhant ma wystąpić w procesie przeciwko przyjacielowi broniąc Javeda Khana. Wzbrania się, nie chce tego zadania. Godzi się dopiero przekonany przez Akasha, że proces będzie czystą formalnością. Oskarżony milczy. Zastrzelił swego dowódcę przy świadkach. Pozostaje mu tylko przyznać się do oczywistej winy i prosić sąd o łaskę. Sprawa przestaje jednak być tak oczywista, gdy angażuje się w nią młoda dziennikarka Kavya (Minissha Lamba). Zaatakowawszy apatię obrońcy, jego niechęć poznania racji bronionego Javeda, sprawia ona, że Siddhant zaczyna zastanawiać się nad winą oskarżonego. Coraz mniej pewności, coraz więcej wątpliwości. Sid poznawszy matkę oskarżonego, żonę zastrzelonego, dowódcę oddziału zaczyna w sądzie walczyć o oddanie sprawiedliwości milczącemu Javedowi. Staje się naprawdę jego obrońcą...

## Obsada
- Rahul Bose – major Siddhant Chaudhary, obrońca
- Kay Kay Menon – dowódca brygady Rudra Pratap Singh
- Minissha Lamba – Kaavya Shastri, dziennikarka
- Seema Biswas – matka Javeda
- Deepak Dobriyal – kapitan Javed Khan
- Javed Jaffrey – major Akash Kapoor, przyjaciel Siddhanta
- Priyesh Kaushik – reporter
- Shah Rukh Khan (głos, czyta wiersz)
- Amrita Rao – Nirja, żona Javeda

## Muzyka i piosenki
Muzykę do filmu stworzył urodzony w Anglii w rodzinie pakistańskiej popularny piosenkarz, pianista, aktor i kompozytor Adnan Sami.
- Shaurya Kya Hai
- Dheere Dheere (Adnan Sami, Sunidhi Chauhan).
- Dosti Kya Hai
- Ghabra Ke Dar Dar Ke
- Jaane Kyun Jaane Man (Adnan Sami, Sunidhi Chauhan)
- Shaurya
- Kaise Kahe Koi (Udit Narayan, Abhijeet)